# KEiiNO
KEiiNO is een Noorse band bestaande uit drie leden, die doorgaans electropop, joik en dancepop liedjes maken met unieke Noorse folk-melodieën. Ze zijn bij het grote pubiek vooral bekend geworden door hun deelname aan het Eurovisiesongfestival 2019 in Tel Aviv.

## Biografie
De naam KEiiNO verwijst naar Kautokeino, een gemeente in het noorden van Noorwegen waar vooral Samen leven. De groep werd eind 2018 opgericht voor deelname aan Melodi Grand Prix, de Noorse preselectie voor het Eurovisiesongfestival. De groep bestaat uit Alexandra Rotan, Fred-René Buljo en Tom Hugo Hermansen. Zij hebben elk reeds een respectabele muzikale carrière uitgebouwd in eigen land. Met het nummer Spirit in the sky wisten ze Melodi Grand Prix te winnen, waardoor ze Noorwegen mochten vertegenwoordigen op het Eurovisiesongfestival 2019 in Tel Aviv. Daar eindigden ze zesde in de finale en kregen ze de meeste stemmen van het publiek. 
In 2021 deden ze opnieuw mee aan Melodi Grand Prix met het nummer Monument. Ditmaal werden ze tweede.
In 2024 waagde KEiiNO een nieuwe poging om Melodi Grand Prix te winnen. Met het nummer Damdiggida eindigde het trio opnieuw op een tweede plaats.

### Singles
| Single met eventuele hitnotering(en) in de Nederlandse Top 40 | Datum van verschijnen | Datum van binnenkomst | Hoogste positie | Aantal weken | Opmerkingen                                                        |
| ------------------------------------------------------------- | --------------------- | --------------------- | --------------- | ------------ | ------------------------------------------------------------------ |
| Praying                                                       | 2019                  | -                     |                 |              |                                                                    |
| Spirit in the sky                                             | 2019                  | -                     |                 |              | Inzending Eurovisiesongfestival 2019 / Nr. 59 in de Single Top 100 |
| Shallow                                                       | 2019                  | -                     |                 |              | Cover van: Lady Gaga Shallow.                                      |
| Monument                                                      | 2021                  | -                     |                 |              | Inzending Melodi Grand Prix 2021                                   |
| Unbreakable                                                   | 2021                  | -                     |                 |              |                                                                    |
| Summer of my life                                             | 2021                  | -                     |                 |              |                                                                    |
| ADDJAS                                                        | 2021                  | -                     |                 |              |                                                                    |
| Damdiggida                                                    | 2024                  | -                     |                 |              |                                                                    |

1960: Nora Brockstedt · 
1961: Nora Brockstedt · 
1962: Inger Jacobsen · 
1963: Anita Thallaug · 
1964: Arne Bendiksen · 
1965: Kirsti Sparboe · 
1966: Åse Kleveland · 
1967: Kirsti Sparboe · 
1968: Odd Børre · 
1969: Kirsti Sparboe · 
1971: Hanne Krogh · 
1972: Grethe Kausland & Benny Borg · 
1973: Bendik Singers · 
1974: Anne-Karine Strøm & Bendik Singers · 
1975: Ellen Nikolaysen · 
1976: Anne-Karine Strøm · 
1977: Anita Skorgan · 
1978: Jahn Teigen · 
1979: Anita Skorgan · 
1980: Sverre Kjelsberg & Mattis Hætta · 
1981: Finn Kalvik · 
1982: Jahn Teigen & Anita Skorgan · 
1983: Jahn Teigen · 
1984: Dollie de Luxe · 
1985: Bobbysocks · 
1986: Ketil Stokkan · 
1987: Kate Gulbrandsen · 
1988: Karoline Krüger · 
1989: Britt Synnøve Johansen · 
1990: Ketil Stokkan · 
1991: Just 4 Fun · 
1992: Merethe Trøan · 
1993: Silje Vige · 
1994: Elisabeth Andreassen & Jan Werner Danielsen · 
1995: Secret Garden · 
1996: Elisabeth Andreassen · 
1997: Tor Endresen · 
1998: Lars Fredriksen · 
1999: Stig Van Eijk · 
2000: Charmed · 
2001: Haldor Lægreid · 
2003: Jostein Hasselgård · 
2004: Knut Anders Sørum · 
2005: Wig Wam · 
2006: Christine Guldbrandsen · 
2007: Guri Schanke · 
2008: Maria Haukaas Storeng · 
2009: Alexander Rybak · 
2010: Didrik Solli-Tangen · 
2011: Stella Mwangi · 
2012: Tooji · 
2013: Margaret Berger · 
2014: Carl Espen · 
2015: Mørland & Debrah Scarlett · 
2016: Agnete · 
2017: JOWST feat. Aleksander Walmann · 
2018: Alexander Rybak · 
2019: KEiiNO · 
2021: Tix · 
2022: Subwoolfer · 
2023: Alessandra · 
2024: Gåte ·
2025: Kyle Alessandro